# Alexandru Sterca-Șuluțiu
Alexandru Sterca-Șuluțiu (Abrudbánya, 1794. február 15. – Balázsfalva, 1867. szeptember 7.) a fogarasi és gyulafehérvári görögkatolikus főegyházmegye püspöke, valamint a román görögkatolikus egyház elöljárója volt 1850–1867 között.